# Torre de l’Àngel

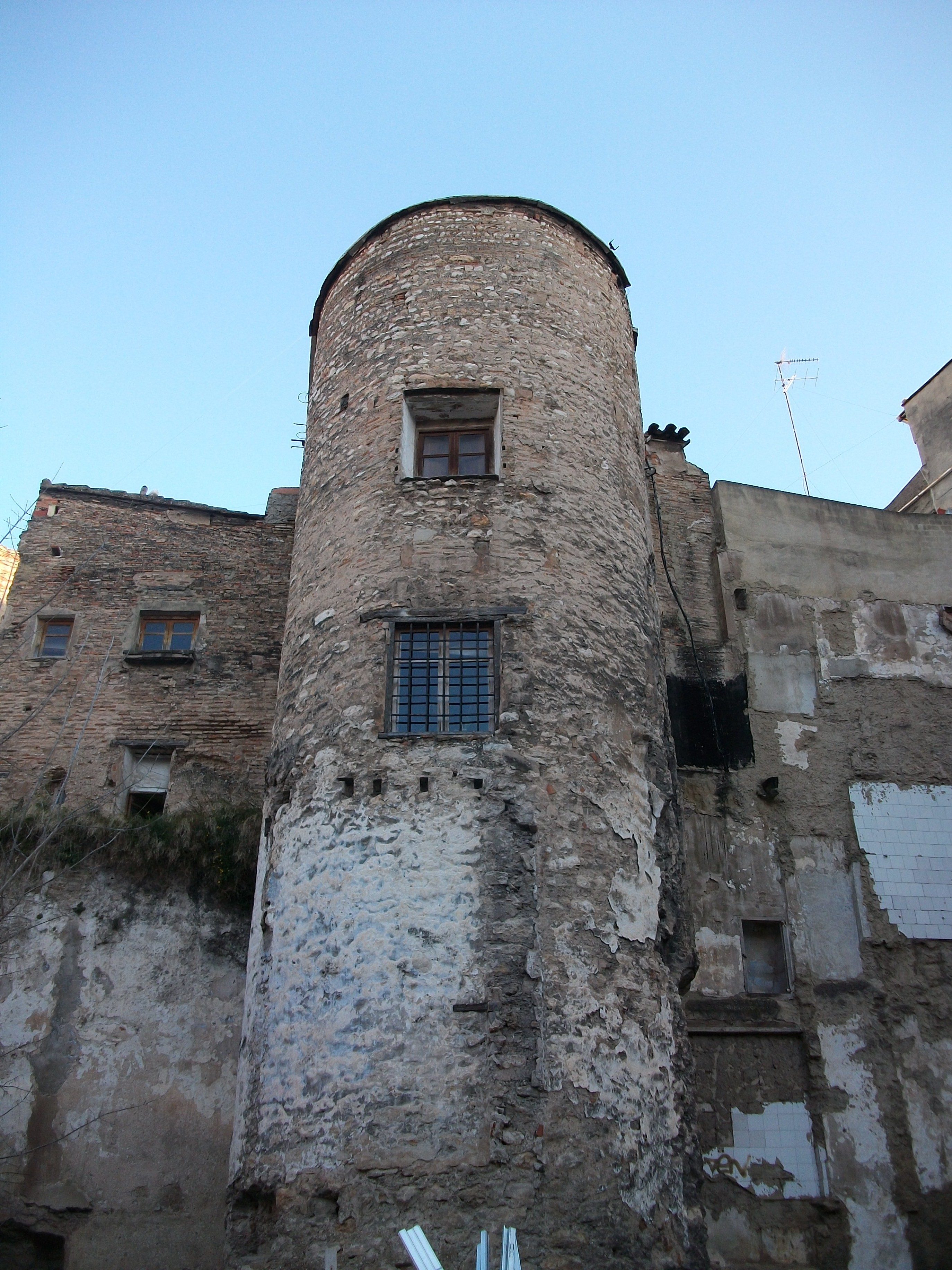

Der Torre de l’Àngel ist ein historischer Turm, der Teil der alten arabischen Mauer von Valencia war. Er stammt aus dem 11. Jahrhundert und gilt als Kulturgut von besonderem Interesse (Bien de Interés Cultural).
Der halbkreisförmige Turm wurde zum Teil zu einem Wohngebäude umgebaut. Der ursprüngliche Teil stammt aus der Mauer, welche in der Taifa-Zeit errichtet wurde. Diese Mauer wurde mit Mörtel aus Tapial und aus Stein gebaut und war mehr als 2 Meter dick, was ihr eine große Stabilität verleiht.

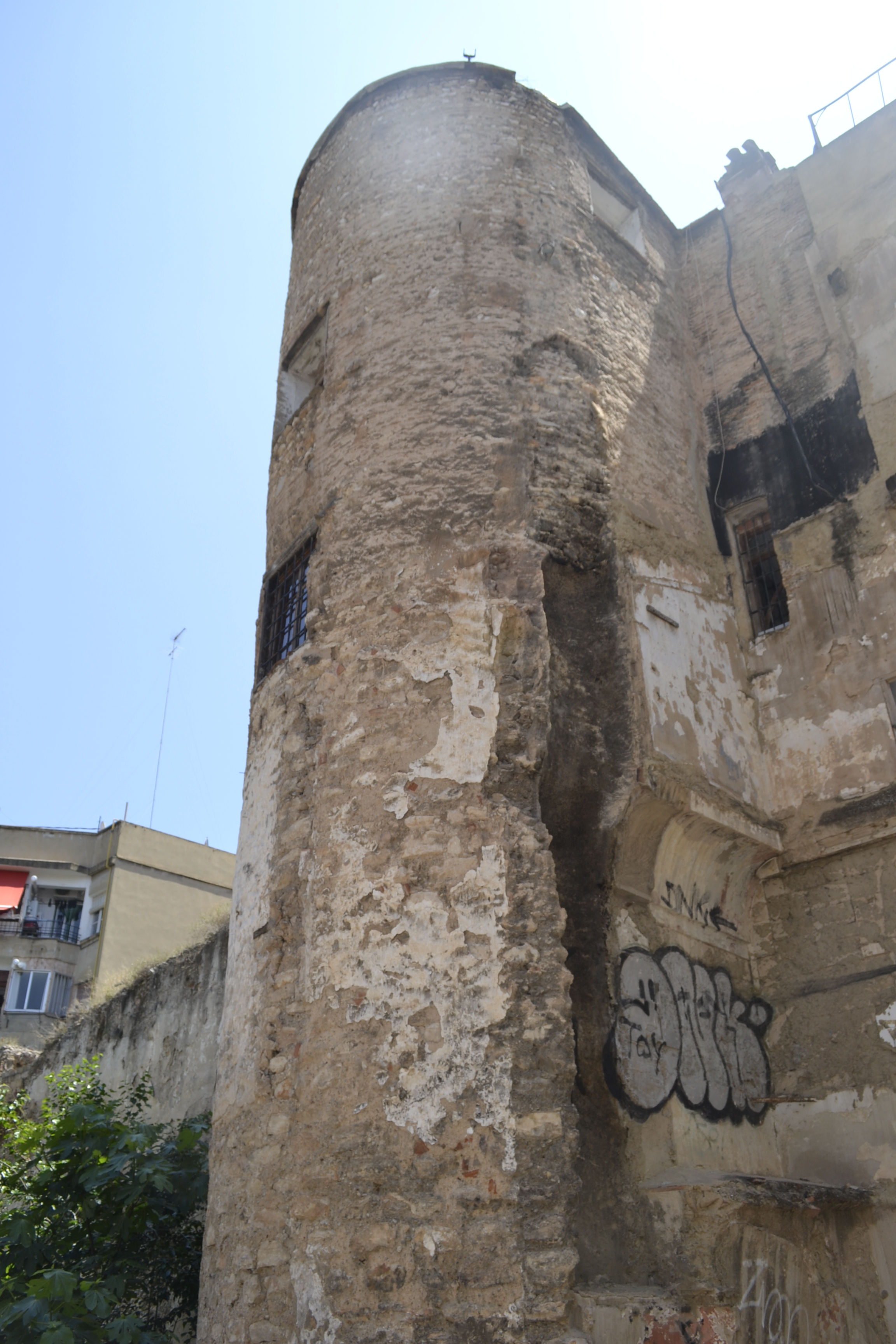
Seitenansicht

Der Turmbau ist bis zum obersten Stockwerk massiv ausgeführt, wo sich eine gewölbte Kammer befand, von der aus die Stadtmauer verteidigt werden konnte. Vor der Hauptmauer gab es eine vorgelagerte untere Mauer. Dieser Vorbau war mit einem Graben versehen, der bei Gefahr geflutet werden konnte.
Einige hunderte Meter entfernt, an der Carrer Mare Vella, befindet sich das gleichnamige Tor. Dieses Tor wurde im Jahr 1400 erbaut und durchbrach die islamische Mauer, um die Stadt mit dem maurischen Viertel zu verbinden, einem Viertel außerhalb der Mauern, in dem die muslimische Bevölkerung nach der christlichen Eroberung der Stadt konzentriert war.